# Cyclatemnus fallax
Cyclatemnus fallax es una especie de arácnido del orden Pseudoscorpionida de la familia Atemnidae.

## Distribución geográfica
Se encuentra en Kenia y en Uganda.